# カヌースプリント世界選手権
カヌースプリント世界選手権（ICF Canoe Sprint World Championships）は、国際カヌー連盟によって五輪開催年を除き毎年開催されるカヌーの世界最高峰の大会である。

## 歴史
第1回は1938年、スウェーデンのバックスホルムで開催。1948年にはロンドン五輪のテストを兼ねた大会として開催。その後は開催時期の間隔が異なっていたが、1970年大会から五輪開催年を除き毎年開催されている。

## 歴代開催都市
- 1938：バックスホルム（スウェーデン ストックホルム近郊）
- 1948：ロンドン（イギリス）
- 1950：コペンハーゲン（デンマーク）
- 1954：マコン（フランス）
- 1958：プラハ（チェコスロバキア）
- 1963：ヤイツェ（ユーゴスラビア）
- 1966：東ベルリン（東ドイツ）
- 1970：コペンハーゲン（デンマーク）（2）
- 1971：ベオグラード（ユーゴスラビア）
- 1973：タンペレ（フィンランド）
- 1974：メキシコシティ（メキシコ）
- 1975：ベオグラード（ユーゴスラビア）（2）
- 1977：ソフィア（ブルガリア）
- 1978：ベオグラード（ユーゴスラビア）（3）
- 1979：デュイスブルク（西ドイツ）
- 1981：ノッティンガム（イギリス）
- 1982：ベオグラード（ユーゴスラビア）（4）
- 1983：タンペレ（フィンランド）（2）
- 1985：メッヘレン（ベルギー）
- 1986：モントリオール（カナダ）
- 1987：デュイスブルク（西ドイツ）（2）
- 1989：プロヴディフ（ブルガリア）
- 1990：ポズナン（ポーランド）
- 1991：パリ（フランス）
- 1993：コペンハーゲン（デンマーク）（3）
- 1994：メキシコシティ（メキシコ）（2）
- 1995：デュースブルク（ドイツ）（3）
- 1997：ダートマス（カナダ）
- 1998：セゲド（ハンガリー）
- 1999：ミラノ（イタリア）
- 2001：ポズナン（ポーランド）（2）
- 2002：セビリア（スペイン）
- 2003：ゲインズヴィル（アメリカ合衆国）
- 2005：ザグレブ（クロアチア）
- 2006：セゲド（ハンガリー）（2）
- 2007：デュースブルク（ドイツ）（4）
- 2009：ダートマス（カナダ）（2）
- 2010：ポズナン（ポーランド）（3）
- 2011：セゲド（ハンガリー）（3）
- 2013：デュースブルク（ドイツ）（5）
- 2014：モスクワ（ロシア）
- 2015：ミラノ（イタリア）（2）
- 2018: Montemor-o-Velho（ポルトガル）
- 2019：セゲド（ハンガリー）（3）
- 2021：コペンハーゲン（デンマーク）（3）
- 2022：ダートマス（カナダ）（3）

## 実施種目
本大会ではカナディアンカヌー、カヤックのほかに、パラカヌーも開催される。